# Павол Скалицький
Павол Скалицький (словац. Pavol Skalický; нар. 9 жовтня 1995, м. Ґелниця, Словаччина) — словацький хокеїст, правий нападник. Виступає за ХК «Еребру» у Шведській хокейній лізі. 
Вихованець хокейної школи ХК «Спішска Нова Вес». Виступав за ХК «Спішска Нова Вес», ХК «Кошице», «Оранж 20» (Братислава).
У чемпіонатах Словаччини — 41 матч (6+4), у плей-оф — 16 матчів (1+0). В чемпіонатах Швеції — 1 матч (0+0).
У складі національної збірної Словаччини провів 3 матчі (0+0). У складі молодіжної збірної Словаччини учасник чемпіонатів світу 2014 і 2015.  
Досягнення
- Бронзовий призер молодіжного чемпіонату світу (2015).